# Spaladium Arena
La Spaladium Arena es un estadio cubierto situado en la ciudad de Split, Croacia. El recinto inaugurado en 2008 cuenta con una capacidad para 10 900 personas. El estadio se utiliza principalmente para deportes como el balonmano, baloncesto y Fútbol Sala, y es sede del club KK Split de la Liga Croata de Baloncesto. Es lugar habitual para Conciertos y Eventos.
Fue utilizado como una de las sedes del Campeonato Mundial de Balonmano Masculino de 2009 y sede de la Eurocopa de fútbol sala de 2012.

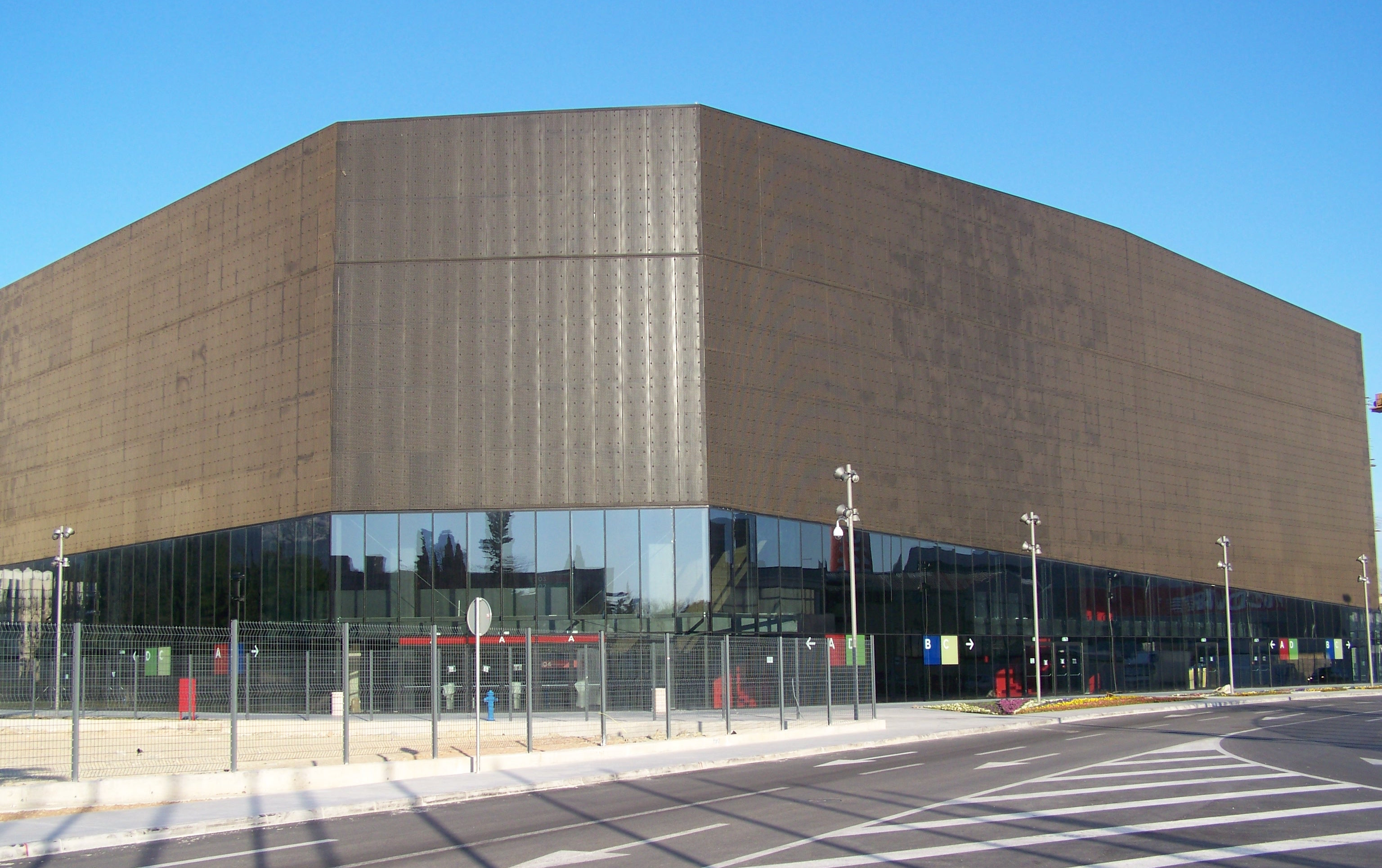
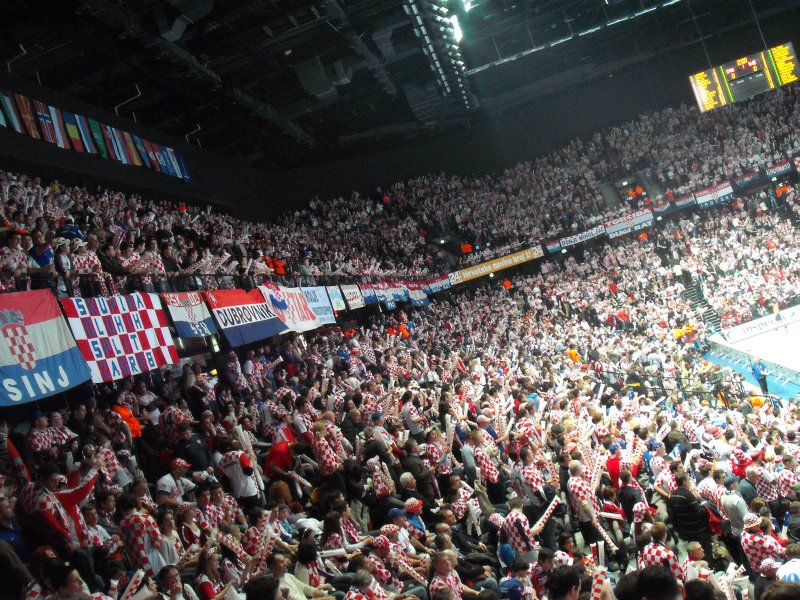